# Franciszek Bocheński
Franciszek Bocheński (ur. 1903 w Rogoźnie, zm. 1980 we Wrześni) – muzyk, uczestnik wojny polsko-bolszewickiej, kampanii wrześniowej 1939, żołnierz Armii Krajowej.

## Życiorys
Syn Franciszka, muzyka, jednego ze zdobywców 27 grudnia 1918 ratusza w Poznaniu, w trakcie powstania wielkopolskiego. Uczestnik powstania wielkopolskiego i wojny polsko-bolszewickiej. Po wojnie był uczniem Średniej Szkoły Muzycznej w Poznaniu. W 1922 został przeniesiony do Wrześni, gdzie odbywał służbę wojskową jako elew orkiestry 68 pułku piechoty. W 1929 przez 6 miesięcy był muzykiem kontraktowym w zespole dancingowym na Powszechnej Wystawie Krajowej w Poznaniu. 
W trakcie kampanii wrześniowej 1939 był żołnierzem Armii „Poznań”. W trakcie okupacji hitlerowskiej pracował w firmie Telefunken w Poznaniu. Związany z Armią Krajową, przekazywał informacje dotyczące niemieckiego systemu łączności.
W 1949 wygrał konkurs Filharmonii Poznańskiej na trębaczy. Był etatowym pracownikiem filharmonii. Grał na trąbce, saksofonie, wiolonczeli i kontrabasie. Występował też w zespołach kameralnych na Międzynarodowym Festiwal Muzyki Współczesnej „Warszawska Jesień”. 
W 1970 przeszedł na emeryturę i zajął się nauczaniem muzyki oraz strojeniem oraz naprawą instrumentów muzycznych. Zmarł w 1980 we Wrześni. 

## Życie osobiste
W 1929 zawarł związek małżeński z wrzesińską modystką Józefą Talar, z którą miał dwie córki: Krystynę i Danutę.